# Рихло Петро Васильович
Рихло Петро Васильович (10 липня 1950, с. Шишківці Кіцманського району Чернівецької області) — український літературознавець, педагог, перекладач.

## Біографія
Петро Васильович Рихло народився 10 липня 1950 року селі Шишківці Кіцманського району Чернівецької області.
Закінчив восьмирічну школу в рідному селі, а 9—10 класи в сусідньому — Киселеві.
В 1967–1972 рр. навчався на факультеті романо-германської філології Чернівецького державного університету.
Вчитися довелося і в наступні роки.
Деколи суміщав навчання з роботою: на п'ятому курсі університету почав працювати лаборантом, а згодом викладачем-погодинником кафедри іноземних мов Чернівецького медичного інституту. Потім, у 1985–1987 роках, навчання в аспірантурі при кафедрі зарубіжної літератури Чернівецького національного університету імені Юрія Федьковича і, там же, навчання в докторантурі (2003–2005 роках).

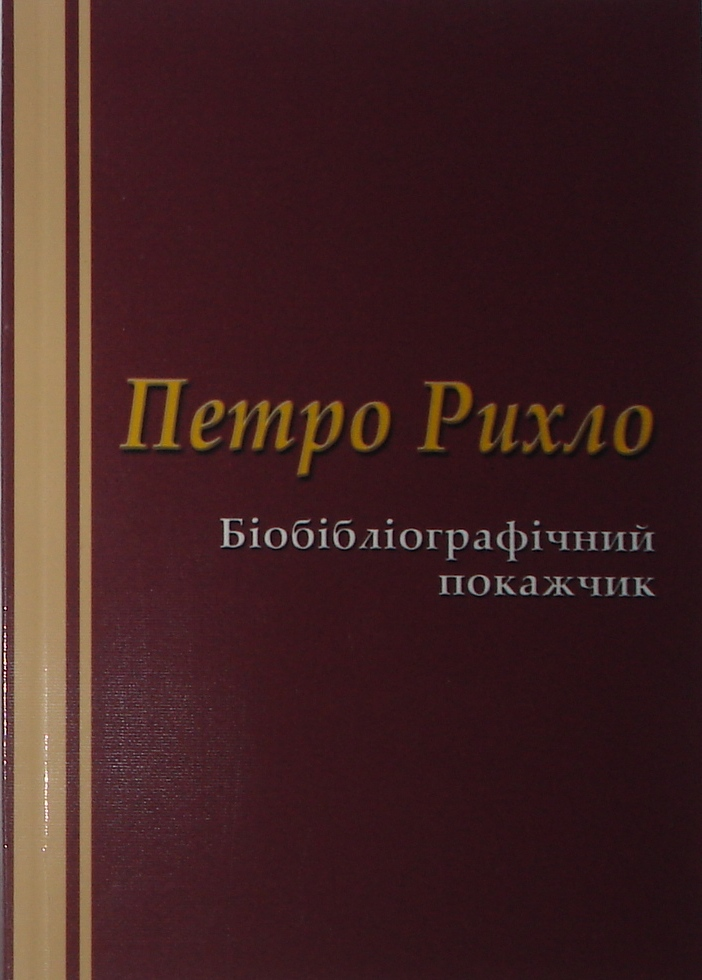

Деколи навчався з відривом від роботи: чотиримісячне стажування (1980) на факультеті підвищення кваліфікації (кафедра зарубіжної літератури) Московського державного університету ім. М. В. Ломоносова і тримісячне стажування (1991–1992) в університеті міста Клагенфурт (Австрія).
Працював учителем іноземних мов у Сваричівській середній школі Рожнятівського району Івано-Франківської області (1973–1976), викладачем кафедри зарубіжної літератури та теорії літератури Чернівецького державного університету (1986–1999 і 2003 — по сьогодні), професором україністики Інституту славістики Віденського університету в Австрії (про українську літературу розповідав німецькою мовою).
Захистив кандидатську і докторську дисертації (відповідно в 1988 і 2007 роках).
З 2007 року професор кафедри зарубіжної літератури та теорії літератури Чернівецького національного університету.
Перші переклади з німецької (віршів чернівецької поетеси Стефанії Нусбаум) опублікував в газеті «Радянська Буковина» (1972).
Потім (1974) у журналі «Всесвіт» з'явилися його переклади балад німецького поета Стефана Гермліна.

Тепер у доктора філологічних наук, професора Чернівецького національного університету понад двадцять упорядкованих та перекладених книг.

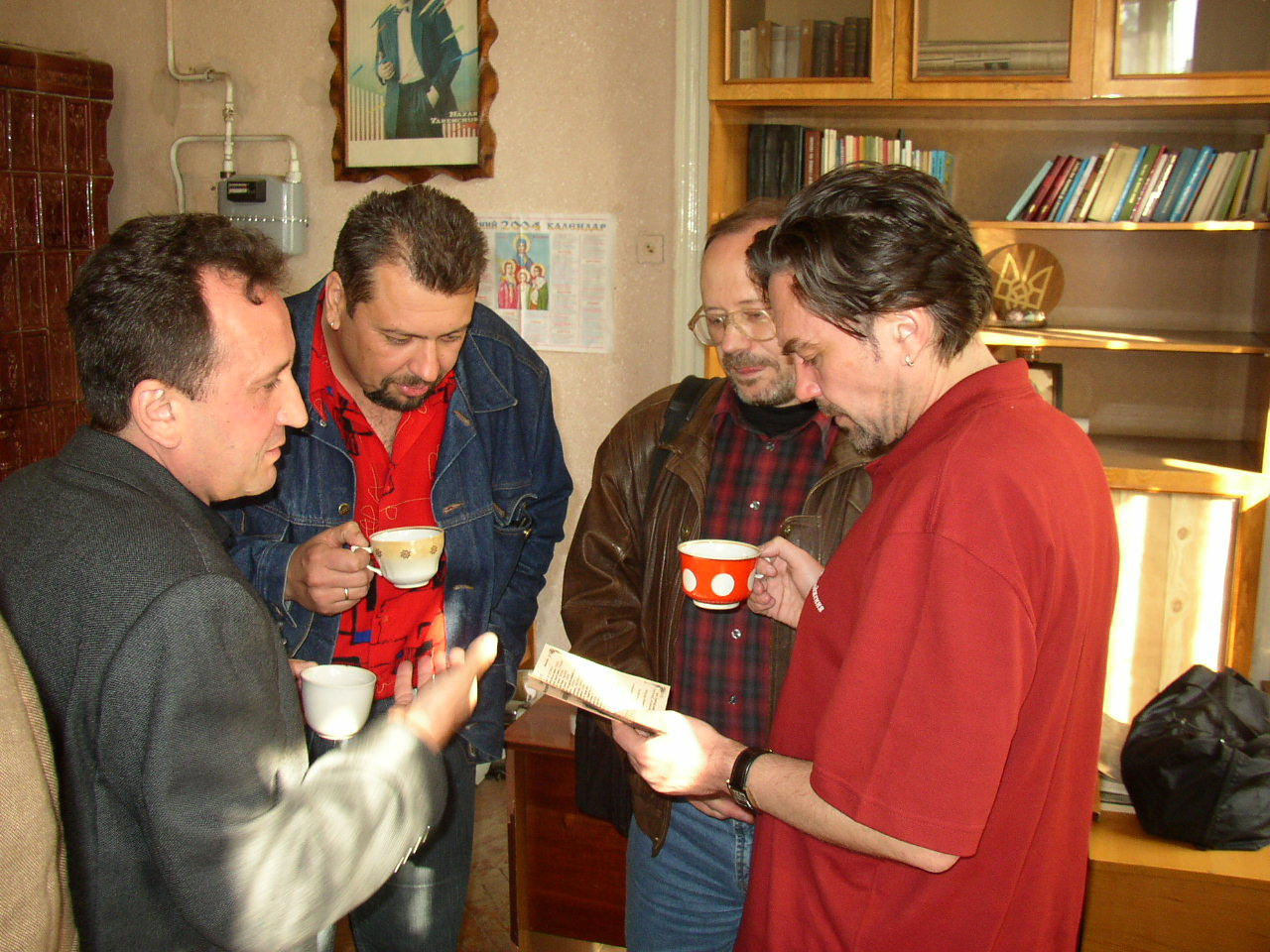
У колі митців

Найвідоміші з них: «Меридіан серця» (Пауль Целан), «Магрібінські історії» та «Торішній сніг» (Ґреґор Реццорі). «Асторія та інші історії…» (Юра Зойфер), «Час фенікса» (Роза Ауслендер), «Господні водоноси» (Манес Шпербер), «Птах над палаюч лісом» (Карл Любомірскі), «Тоді в Чернівцях і довкола» (Георг Дроздовський), «Загублена арфа».
Завдяки Петру Васильовичу Рихлу широкому загалові повернуто імена забутих німецькомовних літераторів Буковини:
Рози Ауслендер і Генріха Шаффера, Еріха Зінгера, Йозефа Кальмера, Альфреда Маргул-Шпербера і Клари Блюм, Альфреда Кіттнера й Мозеса Розенкранца, Іммануеля Вайсгласа, Альфреда Гонга, Манфреда Вінклера, Ельзи Керен та інших.
Однією з перших у перекладі Рихла була опублікована «Фуга смерті» Пауля Целана.
А згодом побачила світ книжка поезій Целана «Меридіан серця», вірші з якої згодом увійшли до шкільних та вишівських програм з літератури.
Петро Васильович Рихло опублікував окремі книги, декілька сотень наукових статей, інших матеріалів українською, німецькою та російською мовами в Україні та в інших державах.
Петро Васильович Рихло є членом Ініціативної групи фестивалю поезії: «Міжнародний поетичний фестиваль MERIDIAN CZERNOWITZ».

Праця цього відомого вченого і педагога відмічена нагородами, званнями і почесними преміями.
Член Українського ПЕН.

## Видані книги

### Перекладені, упорядковані видання
- Целан П. Меридіан серця: поезії / Пауль Целан; упоряд., пер., передм. Петра Рихла. — Чернівці: Прут, 1993. — 152 с. — Нім., укр.
- Зойфер Ю. Асторія та інші історії: П'єси. Оповідання. Есе / Юра Зойфер; впоряд., пер., прим. та післямова Петра Рихла. — Чернівці: Мол. буковинець, 1996. — 160 с.
- Бург Й. Квіти і сльози: Оповідання. Нариси / Йосиф Бурґ; вступ. стаття та пер. Петра Рихла. — Чернівці: Мол. буковинець, 1997. — 256 с.

- Реццорі Ґ. фон. Магрібінські історії / Грегор фон Реццорі; з 28 віньєтками автора: анекдоти, жарти, небилиці; пер. та післямова Петра Рихла. — Чернівці: Мол. буковинець, 1997. — 76 с.
- «Колись Чернівці були гебрейським містом»: свідчення очевидців / пер. Петра Рихла; Фонд Генріха Бьолля; Товариство гебрейської культури ім. Е.Штейнберга. — Чернівці: Мол. буковинець, 1998. — 232 с. Укр., нім.
- Ауслендер Р. Час фенікса / Роза Ауслендер, упоряд., вступна стаття та переклад Петра Рихла. — Чернівці: Мол. буковинець. — 1998. — 249 с. — Нім., укр.
- Любомірскі К. Птах над палаючим лісом: поезії / Карл Любомірскі; передмова та переклад Петра Рихла. — Чернівці: Мол. буковинець. — 1998. — 104 с.
- Ґельгаус А. Пауль Целан / Пауль Анчель в Чернівцях / Аксель Ґельгаус: пер. з нім. Петра Рихла. — Марбах-на-Некарі; Німецьке Шіллерівське товариство, 2000—160 с- Спец, випуск; Марбахський журнал = Marbacher Magazin: 90/2000. — Укр., нім.
- Шпербер М. Господні водоноси / Манес Шпербер; вступ. стаття, пер. та примітки Петра Рихла. — Чернівці: Мол буковинець, 2000. — 215 с.
- Дроздовський Ґ. Тоді в Чернівцях і довкола: спогади старого австрійця / Ґеорґ Дроздовський; пер. з нім., передм. і примітки Петра Рихла. — Чернівці: Мол. буковинець, 2001. — 256 с.
- Целан П. Поезії: антологія українського перекладу / Пауль Целан; упоряд. та передмова Петра Рихла. — Чернівці: Букрек. — 2001. — 224 с. — Укр., нім.
- Загублена арфа: антологія німецькомовної поезії Буковини / концепція вид., передм., пер., біобібліогр. довідки Петра Рихла. — Чернівці: Золоті литаври, 2002. — 544 с. — Текст парал.: нім, укр.
- Загублена арфа: антологія німецькомовної поезії Буковини / концепція вид., передм., пер., біобібліогр. довідки Петра Рихла. — 2-е, доп. видання. — Чернівці: Книги-ХХІ, 2008. — 608 с. — Текст парал.: нім., укр.
- Шпербер М. Хурбан, або Незбагненна певність: есеї / Манес Шпербер; передм., пер. з нім. та глосарій Петра Рихла. — Чернівці: Книги-ХХІ, 2009. — 267 с.
- Францоз К. Е. Ucrainica: культурологічні нариси / Карл Еміль Францоз; Упоряд., пер. з нім., передмова і коментар Петра Рихла. — Чернівці: Книги-ХХІ, 2010. — 292 с.
- Реццорі, Ґреґор фон. Торішній сніг; переклав з нім. Петро Рихло. — Чернівці: Книги — ХХІ, 2014. — 328 с. — ISBN 978-617-614-066-5
- Оксана Матійчук. Життя у слові. Графічна біографія Рози Ауслендер / Переклад цитат із поезій та есе Петра Рихла.  — Чернівці: Книги – XXI.  — 2019.  — 56 с. — укр.  ISBN 978-617-614-236-2

### Авторські видання
- Поетика діалогу. Творчість Пауля Целана як інтертекст: монографія. — Чернівці: Рута, 2005. — 584 с.
- Шібболет: пошуки єврейської ідентичності в німецькомовній літературі Буковини: [монографія]. — Чернівці: Книги XXI. 2008. — 304 с. — Укр., нім.

- Literaturstadt Czernowitz: Autoren, Texte, Bilder — gemeinsames Buchprojekt von Petro Rychlo und Oleg Liubkivskyj. — Czernowitz: Bukowina-Zentrum; ANT. 2007. — 232 S.
- Literaturstadt Czernowitz: Autoren, Texte, Bilder — gemeinsames Buchprojekt von Petro Rychlo und Oleg Liubkivskyj: zweite verbess. Ausgabe. — Czernowitz: Druk Art, 2009.- 232 S.
- Літературне місто Чернівці: автори, тексти, документи — спільний авторський проект Петра Рихла і Олега Любківського.- Чернівці: ДрукАрт, 2010.- 256 с.
- Наскрізні сюжети і образи в літературах Європи. — Чернівці; Київ: Бібліотека газети «Зарубіжна література», 1998. — 64 с. (в співавторстві)
- Традиційні сюжети та образи: колективна монографія-Чернівці: Місто, 2004. 445 с. (у співавторстві);
- Освоение национальных литературных традиций в поэзии. — К., 1987. — 22 с. (дисерт. робота);
- Творчість Пауля Целана як інтертекст: автореф. дис. роботи. — К., 2006. — 36 с.

### Упорядковані, редаговані видання

На відкритті «Міжнародного поетичного фестивалю MERIDIAN CZERNOWITZ».

- Вестник: Люди остаются людьми. Свидетельства узников фашистских лагерей-гетто. Вып. V под ред. П.Рыхло, Е.Финкель. — Черновцы: Общество еврейской культуры им. Элиезера Штейнбарга, 1996. — 128 с.
- Щедра осінь: матеріали до життя і творчості Йосифа Бурга — Gabenreicher Herbst: Materialien zu Leben und Werk von Josef Burg / упоряд. Петра Рихла. — Чернівці: Черновіцер блетер, 2000. — 263 с. — Укр., рос, нім., рум.
- Лексикон загального та порівняльного літературознавства / ред. у співавторстві. — Чернівці: Золоті литаври, 2001. — 636 с.
- Архітектурна спадщина Чернівців австрійської доби: матер. міжнар. наук. конф. (Чернівці, 1-4 жовт. 2001 р.) / упоряд. Петро Рихло. — Чернівці: Золоті литаври, 2003. — 172 с.
- Europa erlesen: Czernowitz / hrsg. von Peter Rychlo. — Klagenfurt: Wieser Verlag, 2004. — 304 S.

### Публікації в періодичних і спеціальних виданнях
Петро Васильович Рихло опублікував українською, німецькою та російською мовами в періодичних та спеціальних виданнях України, Австрії, Німеччини, Росії та інших країнах понад 800 наукових статей, художніх текстів, перекладів, розвідок, передмов і післямов, коментарів, глосаріїв і т. ін.

## Нагороди
- Орден «Буковини» (2007);
- Медаль «На славу Чернівців» (2008);
- Почесна відзнака уряду землі Каринтія (Австрія, 2009);
- Літературна премія імені Дмитра Загула (2010);
- Нагрудний знак «Відмінник освіти України» (2010);
- Почесна відзнака «За добру справу» (журнал «Ї»)